# 3171 Ваншоугуань
3171 Ваншоугуань (3171 Wangshouguan) — астероїд головного поясу, відкритий 19 листопада 1979 року.
Тіссеранів параметр щодо Юпітера — 3,152.
Названо на честь китайського фізика Ван Шоугуаня (кит.: 王淦昌).